# John Wolward
John Wolward MA (falecido em 1598) foi um cónego de Windsor de 1574 a 1598.

## Carreira
Ele foi educado no Eton College e no King's College, Cambridge, onde se formou em 1561 e em 1564.
Ele foi nomeado:
- Conduct-Fellow do Eton College 1565
- Reitor de Puttenham, Surrey 1567 - 1598
- Prebendário de Rochester 1575 - 1585
- Reitor de Windlesham, Surrey 1588

Ele foi nomeado para a oitava bancada na Capela de São Jorge, Castelo de Windsor em 1574 e manteve a canonaria até 1598.